# Cheryl Burke

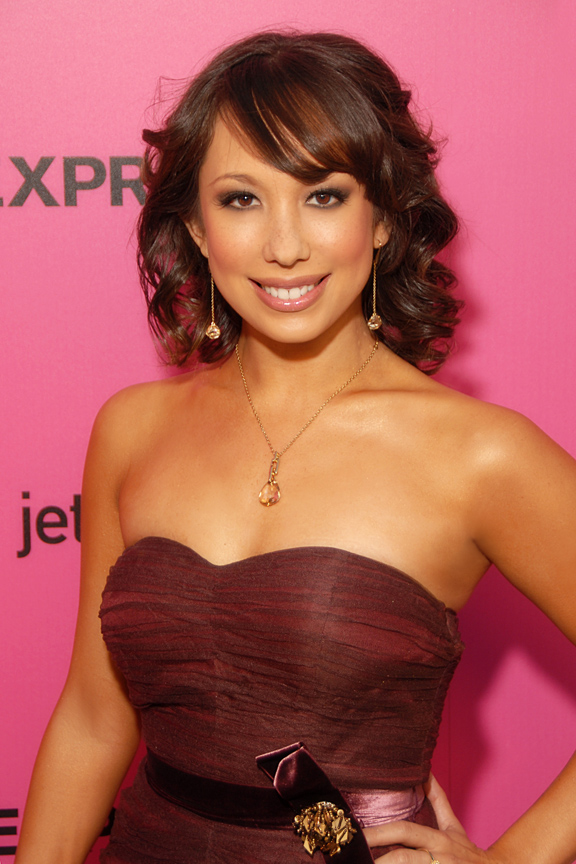
Cheryl Burke (2009)

Cheryl Burke (3 de maio de 1984) é uma dançarina norte-americana.
Cheryl fez uma participação no programa norte-americano Dancing with the Stars onde dançou com o astro da WWE Chris Jericho, mas foi eliminada muito rápido.Além disso fez parte de Dance moms